# أدريان جونسون (لاعب كرة سلة)
أدريان جونسون (بالإنجليزية: Adrienne Johnson)‏ (و. 1974  م) هي لاعبة كرة سلة أمريكية، ولدت في لويفيل، كنتاكي، مركز لعبها هو مدافع مسدد الهدف.

## التعليم
تعلمت في Butler Traditional High School ‏
.

## روابط خارجية
- أدريان جونسون على موقع الاتحاد الوطني لكرة السلة النسائية (الإنجليزية)
- أدريان جونسون على موقع كلية كرة السلة في سبورتس رفرنس.كوم (الإنجليزية)
- أدريان جونسون على موقع سبورتس رفرنس (الإنجليزية)